# Henriette Herz
Henriette Julie Herz (Berlino, 5 settembre 1764 – Berlino, 22 ottobre 1847) è stata una scrittrice tedesca figura di spicco nella vita culturale berlinese tra Settecento e Ottocento..

## Biografia
Henriette Herz nacque a Berlino in una famiglia ebraica sefardita di origine portoghese. Suo padre, Benjamin de Lemos, era un medico ebreo portoghese, trasferitosi ad Amburgo e poi a Berlino. A quindici anni sposò Marcus Herz, noto medico, filosofo e sostenitore dell’Illuminismo.
Nel loro appartamento berlinese, Henriette e Marcus Herz avviarono uno dei primi salotti letterari tedeschi, che accolse intellettuali, aristocratici, ebrei e cristiani, promuovendo il dialogo tra culture e religioni. La casa divenne centro culturale in cui si discutevano temi scientifici, filosofici e letterari.
Nel tempo, Henriette Herz rese il salotto un luogo autonomo e prestigioso, frequentato da figure come Wilhelm von Humboldt, Friedrich Schlegel, Jean Paul e Friedrich Schleiermacher. In particolare, Schleiermacher le fu molto vicino negli ultimi anni della sua vita.
Dopo la morte del marito nel 1803, Henriette continuò a tenere il salotto, pur con risorse limitate. Nel 1817 si convertì al protestantesimo, esperienza che definì come una "rivelazione interiore", e che fu ispirata anche dal pensiero di Schleiermacher.
Nel 1818 partì per Roma, dove rimase alcuni anni, frequentando ambienti artistici e intellettuali della città. Tornata a Berlino, visse in condizioni modeste, dedicandosi all'insegnamento privato e all’accoglienza di studenti poveri.

## Opere e memoria
Henriette Herz iniziò a scrivere le sue memorie intorno al 1810, ma non le completò. Successivamente raccontò la propria vita a Julius Fürst, che ne pubblicò una biografia postuma nel 1850. Una raccolta di lettere a Karl Gustav Brinckmann, scoperta nel XX secolo, ha permesso di approfondire ulteriormente la sua figura e il contesto storico in cui visse.
Henriette Herz è oggi riconosciuta come una pioniera dei salotti letterari tedeschi e una figura chiave nella storia culturale ebraico-tedesca dell'età moderna.